# Фаель Луна
Рафаель Безерра де Луна
Rafael Bezerra Luna бразильська португальська вимова: [ˌɹæ.faɪˈɛl bəˈzɛ.ɹə dɪ ˈluː.nə] ⓘ народився в Каруару, Пернамбуку Бразилія 29 серпня 2005 року.
Син Педро Раймундо де Луна (Раймундо) і Жосілен Безерра да Сілва (Паула)', Рафаель ріс у скромній родині. Його дитинство було відзначене частими переїздами, він жив у восьми різних містах, включаючи Жоао Пессоа y Форталеза (Бразилія)|Форталеза. Через такий кочовий спосіб життя люди стали називати його «бродягою», що відбиває постійні подорожі. У віці 14 років він навчався в Escola Estatal Profesora Elisete Lopes de Lima Pires, де закінчив середню школу.
Рафаель працював з восьми років, коли почав допомагати батькові в маленькій механічній майстерні.

## Нещасний випадок у дитинстві
У віці п'яти років Рафаель пережив травмуючу подію, яка ледь не коштувала йому життя. Подорожуючи зі своїм батьком шосе BR-232 у напрямку Ресіфі, його автомобіль зазнав серйозної аварії, коли колеса заблокували та перекинулися чотири рази. Удар був сильним, і Рафаель, який не був пристебнутий, міг отримати травми, несумісні з життям. Дивом він обійшовся лише з невеликими подряпинами.

## Перший контакт із модою
У віці восьми років Рафаель разом із сім'єю переїхав до столиці Ресіфі, де він почав розвивати зростаючий інтерес до моди.
Однак його захоплення модою на деякий час відійшло на другий план через часті переїзди. Зрештою, у віці 16 років Рафаель повернувся до свого рідного міста Каруару, де відновив зв'язок зі своїм корінням.

## Модельна кар'єра
Переломний момент для Рафаеля настав у 2022 році, коли він був виявлений одним із найкращих шукачів талантів Бразилії Ділсоном Стайном, коли він прогулювався торговим центром із матір'ю. Його постава, риси обличчя та зовнішність привернули увагу, прокладаючи йому шлях у світ моделінгу. Маючи зріст 1,80 м, Рафаель вже виступав на подіумі для таких престижних брендів, як Versace, Gucci, Fendi та Burberry. Крім подіуму, він брав участь у великих рекламних кампаніях і редакційних матеріалах моди. Його талант привів його до участі в культових проєктах, таких як показ мод Мюглер. Він також знявся в «Айлендс», граючи персонажа Родріго. Він став одним із найвідоміших облич Mugler, також беручи участь у Дикун X Шоу Фенті у 2024 році. За короткий час Рафаель зґявився на міжнародній сцені моди, отримавши запрошення виступити для найбільших світових брендів, включаючи Versace, Balenciaga та Gucci.